# آنا چپمن
آنیا واسیلیونا کوشچینکو (به روسی: А́нна Васи́льевна Ча́пман) (زادهٔ ۲۳ فوریهٔ ۱۹۸۲) معروف به آنا چپمن؛ مامور اطلاعاتی کاگ‌ب، مدل و مجری تلویزیونی اهل روسیه است. او که از طریق ازدواج تابعیت انگلیسی دریافت کرده و از آن برای اقامت آمریکا استفاده می‌کرد، در سال ۲۰۱۰ در آمریکا به اتهام جاسوسی بازداشت شد. وی در ژوئیه ۲۰۱۰، در جریان مبادله زندانیان روس-آمریکایی به روسیه بازگشت داده شده و از او سلب تابعیت شد.

## زندگی‌نامه
پدر وی دیپلمات روسیه در سفارت این کشور در نایروبی پایتخت کنیا بود. واسیلی کوشچینکو پدر وی، در زمان اتحاد شوروی جزء افسران بلندپایه کاگ‌ب بود.
این مدل معروف روسی که در آمریکا مشغول به جاسوسی در لباس مدلینگ و تبلیغات بود با تن‌دادن به روابط جنسی، عامل جمع‌آوری اطلاعات برای سازمان جاسوسی خارجی روسیه (SVR) بود. در سال ۲۰۱۰ به همراه ۹ تن دیگر به اتهام جاسوسی برای روسیه بازداشت و در تبادل زندانیان با روسیه به این کشور بازگردانده شد. زمانی که وی پس از دستگیری با جاسوسان آمریکایی مبادله و به روسیه بازگردانده شد مورد تقدیر ولادیمیر پوتین قرار گرفت. او با تکیه بر ظاهر زیبای خود، نفوذ بالایی در میان مقامات بلندپایه آمریکا و کابینه اوباما دست و پا کرده و اطلاعات مختلفی به خصوص در زمینه فناوری به دست آورده بود.
وی پس از بازگشت به روسیه و نگارش زندگی‌نامه خود، آن به قیمت ۲۵۰ هزار دلار به حراج گذاشت. وی سپس در روسیه در همان حرفه مدلینگ لباس فعالیت خود را ادامه داد.
در سپتامبر ۲۰۱۰ وی به عنوان رئیس شورای «محافظان جوان روسیه» منصوب شد. وی در این سمت، به آموزش جوانان روسی که قرار است در آینده افسران امنیتی این کشور شوند آموزش می‌دهد. زیرکی و ذکاوت از جمله ویژگی‌های این جاسوس بوده‌است و همین ذکاوت با وجود به دام افتادن وی در آمریکا، جان او را نجات داد. مأموران سیا پس از بازداشت وی ایراد اتهام جاسوسی به او، از یافتن مدرکی دال بر انتقال اطلاعات به روسیه ناتوان بودند.

## زندگی شخصی
چاپمن تا کنون دو بار ازدواج کرده‌است که هر دو همسر وی انگلیسی بوده‌اند.